# Monophlebulus crawfordi
Monophlebulus crawfordi är en insektsart som först beskrevs av William Miles Maskell 1889.  Monophlebulus crawfordi ingår i släktet Monophlebulus och familjen pärlsköldlöss. Inga underarter finns listade i Catalogue of Life.